# Pholas silicula
Pholas silicula is een tweekleppigensoort uit de familie van de Pholadidae. De wetenschappelijke naam van de soort werd in 1918 voor het eerst geldig gepubliceerd door Jean-Baptiste de Lamarck.